# Royal Fleet Auxiliary

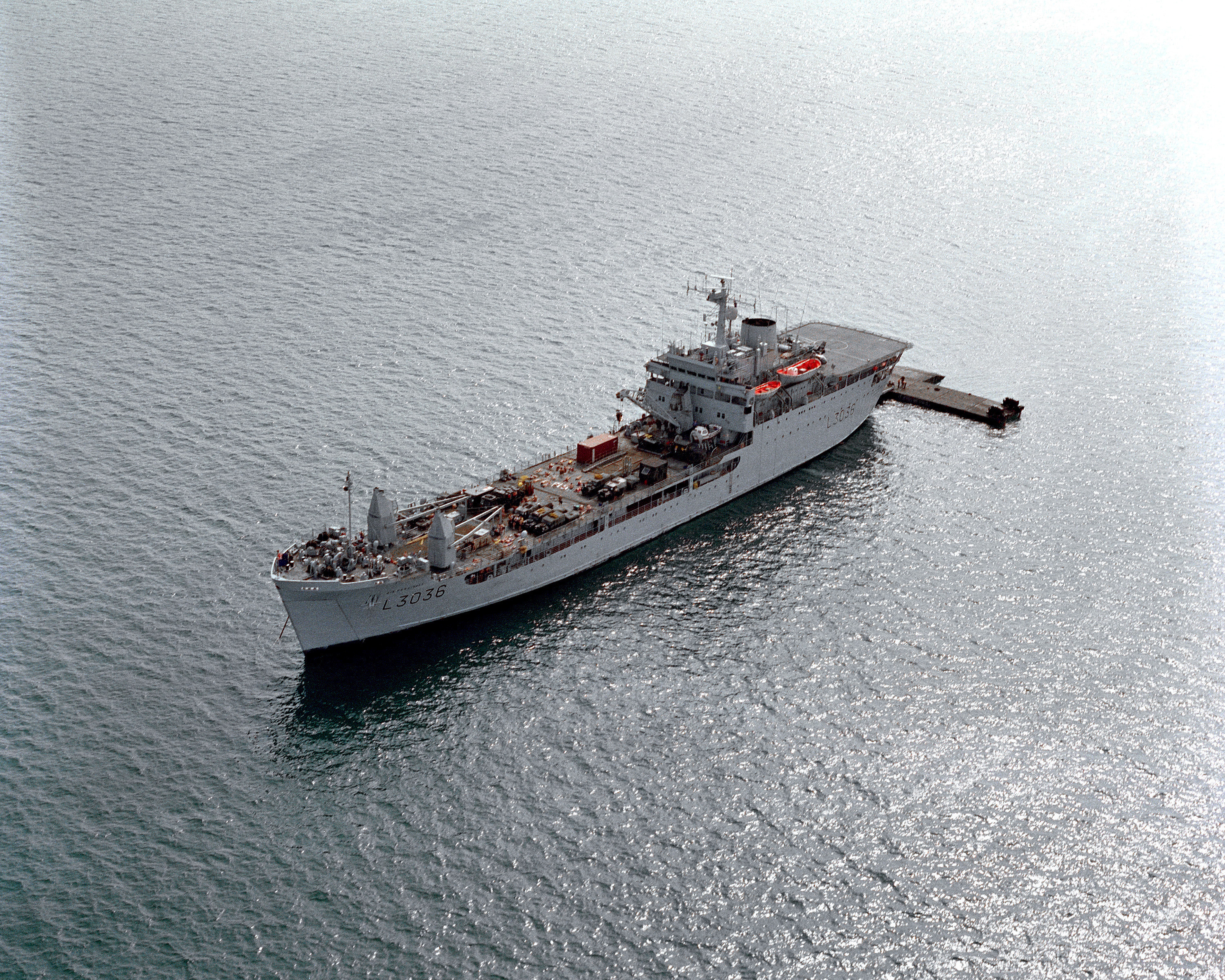

Royal Fleet Auxiliary (RFA) är en civil myndighet under det brittiska försvarsdepartementet. 

## Ledning
RFA lyder under amiralitetsstyrelsen genom chefen för kustflottan (Fleet Commander), men ingår inte i Naval Service. 

## Uppdrag
Det kan i praktiken beskrivas som ett paramilitärt rederi med 18 fartyg. RFA består av handelsfartyg, som kan understödja örlogsfartyg med drivmedel, ammunition, reservdelar, färskvatten och proviant till sjöss (RaS - Replenishment at Sea).

## Fartyg
RFA:s fartyg är örlogsgrå, har NATO pennant-nummer, kan kommunicera på de militära radiofrekvenserna, har förberedda platser för luftvärnskanoner, och har ofta helikopterplatta. Personalen är civila statstjänstemän och bär uniform och gradbeteckningar av handelsflottans typ. RFA har också amfibiefartyg. När RFA:s fartyg deltar i krigsoperationer är dess besättningar underkastade krigslagarna.